# ターナー・ホール
ターナー・ホール（Tanner Hall、1983年10月26日 – ）は、アメリカ合衆国モンタナ州のカリスペル出身のスキー選手。
2005年のウィンターXゲームズにおいてCharles Gagnierに敗れるまで、スロープ・スタイルで3年連続の優勝者であった。2005年4月、非常に有名なジャンプ台であるチャッズ・ギャップにおいて、スイッチ900を試みて深刻な怪我に見舞われた。着地に失敗した彼は、両足の足首と踵の骨を折ってしまった。